# 台北賓館
台北賓館（たいほくひんかん）は、台湾台北市中正区凱達格蘭大道1号に所在する中華民国の国家招待所（迎賓館）である。外交部が管理している。

## 概要
台北賓館は日本統治時代の台湾総督官邸で、明治32年（1899年）4月に起工し、明治34年（1901年）9月26日に完成した。設計は福田東吾と野村一郎が担当した。しかし、木材がシロアリの被害を受けたため、明治44年（1911年）から森山松之助の設計により増改築工事を経て、大正2年（1913年）3月に現在の建物となった。
フランス風のバロック様式、2階建の西洋館で、内装は豪華絢爛である。台湾総督の暮らす住居と執務の場である官邸であった。また、迎賓館の機能もあり、皇太子時代の昭和天皇をはじめ、数々の要人が宿泊した。前庭は西洋庭園だが、内庭は日本庭園になっている。
西洋館は住居としての使い勝手は必ずしも良くなかったことから、第8代台湾総督・田健治郎の時に数寄屋造りの別館が新設され、総督の日常生活の場となった。西洋館の方は専ら迎賓館的な扱いとなり、園遊会や茶話会など行事の場所として度々利用された。
第2次世界大戦の終結後、中華民国に引き渡され、しばらく台湾省政府主席の官邸となったが、1950年以降、迎賓館として使われるようになった。日華平和条約はこの台北賓館で1952年4月28日に調印されている。
1977年に修復工事が行われた。2001年に本館を閉鎖し、全面補修工事を受け2006年6月に再開館した。

## 施設公開

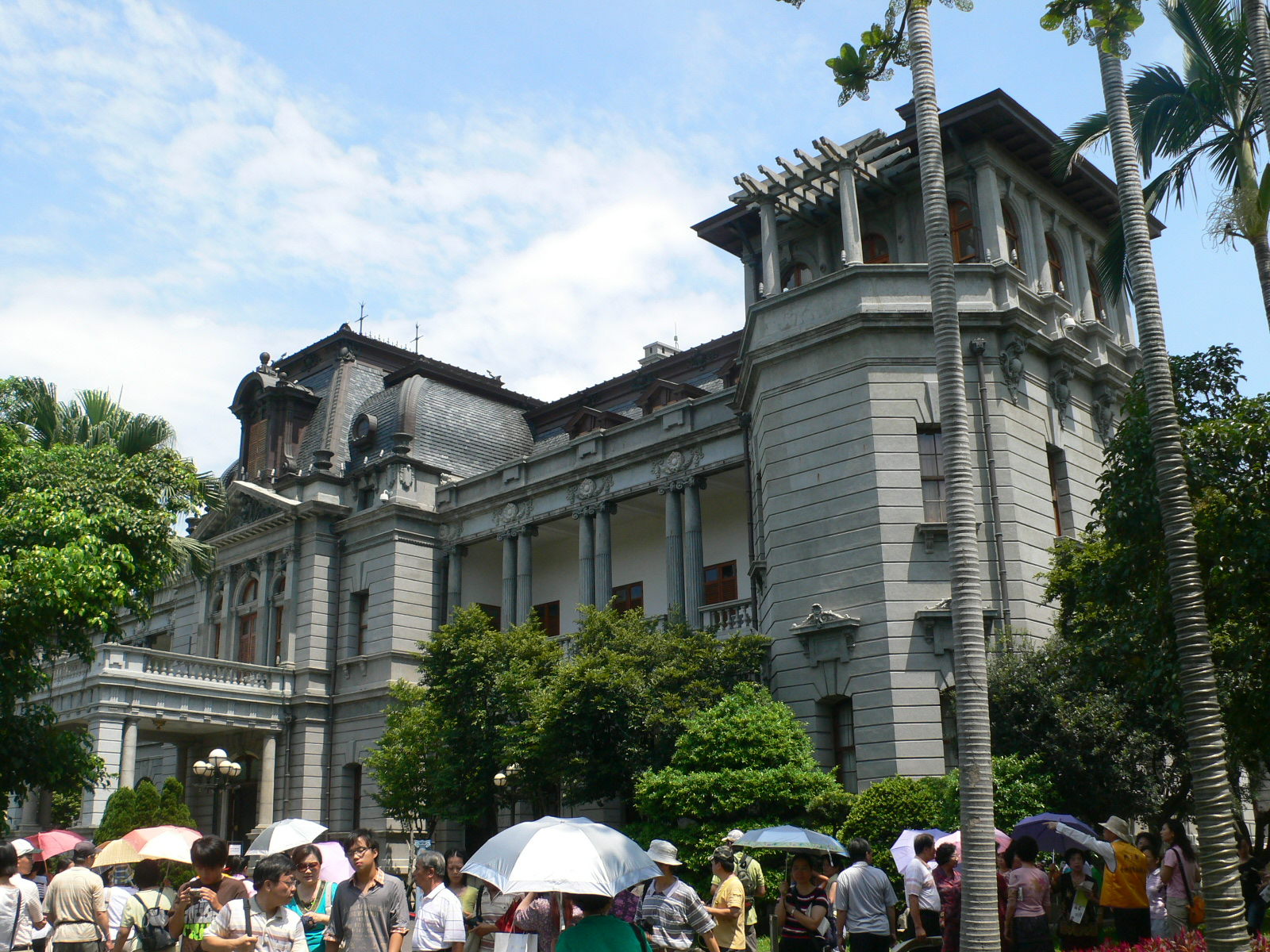

台北賓館は戦後、長い間非公開とされていたが、2006年6月4日より年に数回程度、公開が行われている（原則として、総統府公開の日で公務のない日に公開）。
2009年4月28日には、日華平和条約調印時の様子を再現した展示が完成。調印当時の日本側代表河田烈元大蔵大臣、台湾側代表葉公超外交部長ら列席者5名の銅像や史料が陳列された。

## ギャラリー
- 全景
- 和風回遊式庭園
- 洋風平面幾何学式庭園
- 台北賓館別館（和館）